# Natalya Sadova
Natalya Sadova (en russe : Наталья Садова), née Koptyukh le 15 juin 1972 à Gorki, est une athlète russe qui pratique le lancer du disque.
Elle a remporté l'argent aux Jeux olympiques d'été de 1996 à Atlanta et l'or aux Jeux olympiques d'été de 2004 à Athènes. Elle avait aussi gagné le titre mondial en 2001 mais fut disqualifiée car contrôlée positive à la caféine. Elle fut par la suite disculpée et évita une suspension mais en mai 2006, elle fut cette fois contrôlée positive à un stéroïde anabolisant et accepta une suspension.

## Palmarès

### Jeux olympiques d'été
- Jeux olympiques d'été de 1996 à Atlanta ( États-Unis)
  -  Médaille d'argent au lancer du disque
- Jeux olympiques d'été de 2004 à Athènes ( Grèce)
  -  Médaille d'or au lancer du disque

### Championnats du monde d'athlétisme
- Championnats du monde d'athlétisme de 1997 à Athènes ( Grèce)
  -  Médaille de bronze au lancer du disque
- Championnats du monde d'athlétisme de 2001 à Edmonton ( Canada)
  - Disqualifiée au lancer du disque
- Championnats du monde d'athlétisme de 2005 à Helsinki ( Finlande)
  -  Médaille d'argent au lancer du disque

### Championnats d'Europe d'athlétisme
- Championnats d'Europe d'athlétisme de 1998 à Budapest ( Hongrie)
  -  Médaille d'argent au lancer du disque
- Championnats d'Europe d'athlétisme de 2002 à Munich ( Allemagne)
  -  Médaille d'argent au lancer du disque